# مالور فایتر
آی او بیت مالور فایتر (به انگلیسی: IObit Malware Fighter)، همچنین شناخته شده با نام مالور فایتر (به انگلیسی: Malware Fighter)، یک نرم‌افزار ضد ویروس و ضد بدافزار است که توسط آی او بیت، و برای سیستم عامل مایکروسافت ویندوز ساخته شده و توسعه داده می‌شود. این نرم‌افزار در سال ۲۰۰۴ پا به عرصه وجود گذاشت.